# Josh Kelly (aktor)
Josh Kelly (ur. 25 maja 1982 w Yokosuka, w Japonii) – amerykański aktor telewizyjny i filmowy, scenarzysta i reżyser.

## Życiorys
Wychował się w rodzinie wojskowej, przez wiele lat zmieniając miejsce zamieszkania, takie jak Georgia, Maryland, Maine, Guam i Filipiny. Studiował na Grantham University w Kansas City. Służył trzy razy w Afganistanie i jeden raz w Iraku w United States Army Rangers. Był ranny w nogę podczas służby w rocznicę 9/11.
Od 29 grudnia 2010 do 29 grudnia 2011 oraz od 29 kwietnia 2013 do 19 sierpnia 2013 grał rolę Cuttera Wentwortha w operze mydlanej ABC Tylko jedno życie.
Wiosną 2022 roku został obsadzony w serialu telewizyjnym Szpital miejski.

## Filmografia

### Filmy fabularne
- 2006: Bratobójczy ogień (Friendly Fire)
- 2007: 9 sekund (9 Seconds) jako Paul
- 2009: Transformers: Zemsta upadłych (Transformers: Revenge of the Fallen) jako członek zespołu Strike Force
- 2009: Radź sobie (Cope) jako Josh
- 2009: Cyrk ósmy (Circle of Eight) jako Bale
- 2010: Portal (The Portal) jako John
- 2010: Wilk miejski (Wolf Town ) jako Rob
- 2011: Transformers 3 (Transformers: Dark of the Moon) jako Stone, członek zespołu „Epps”
- 2012: Wróg numer jeden (Zero Dark Thirty) – sceny z filmu zostały wycięte
- 2014: Jarhead 2: Pole Ognia (Jarhead 2: Field of Fire) jako kapral Chris Merrimette

### Seriale TV
- 2006: Agenci NCIS (NCIS) jako Agenta Specjalny SD
- 2006: Desire jako Felix
- 2007: Brzydula Betty (Ugly Betty) jako chłopak autobus
- 2007: Supergator jako Ryan Houston
- 2007: Las Vegas jako Window Cleaner
- 2007: Pod osłoną nocy (Moonlight) jako Calvin
- 2008: CSI: Kryminalne zagadki Miami (CSI: Miami) jako Paul
- 2008: Czysta krew (True Blood) jako Chłopak z bractwa
- 2009: Dollhouse jako Mężczyzna
- 2010: Agenci NCIS: Los Angeles (NCIS: Los Angeles) jako
- 2010: FlashForward: Przebłysk jutra (FlashForward) jako Graham Campos
- 2010–2011: Tylko jedno życie (One Life to Live) jako Cutter Wentworth
- 2012: Partnerki (Rizzoli & Isles) jako Ryan
- 2012: Poślubione armii (Army Wives) jako porucznik Cody Anderson
- 2012: Ben i Kate (Ben and Kate) jako Steve
- 2013: Tylko jedno życie (One Life to Live) jako Cutter Wentworth
- 2014: Un-Real jako Jeremy